# Blechnum membranaceum
Blechnum membranaceum är en kambräkenväxtart som först beskrevs av Col., och fick sitt nu gällande namn av Georg Heinrich Mettenius. Blechnum membranaceum ingår i släktet Blechnum och familjen Blechnaceae. Inga underarter finns listade.

## Bildgalleri

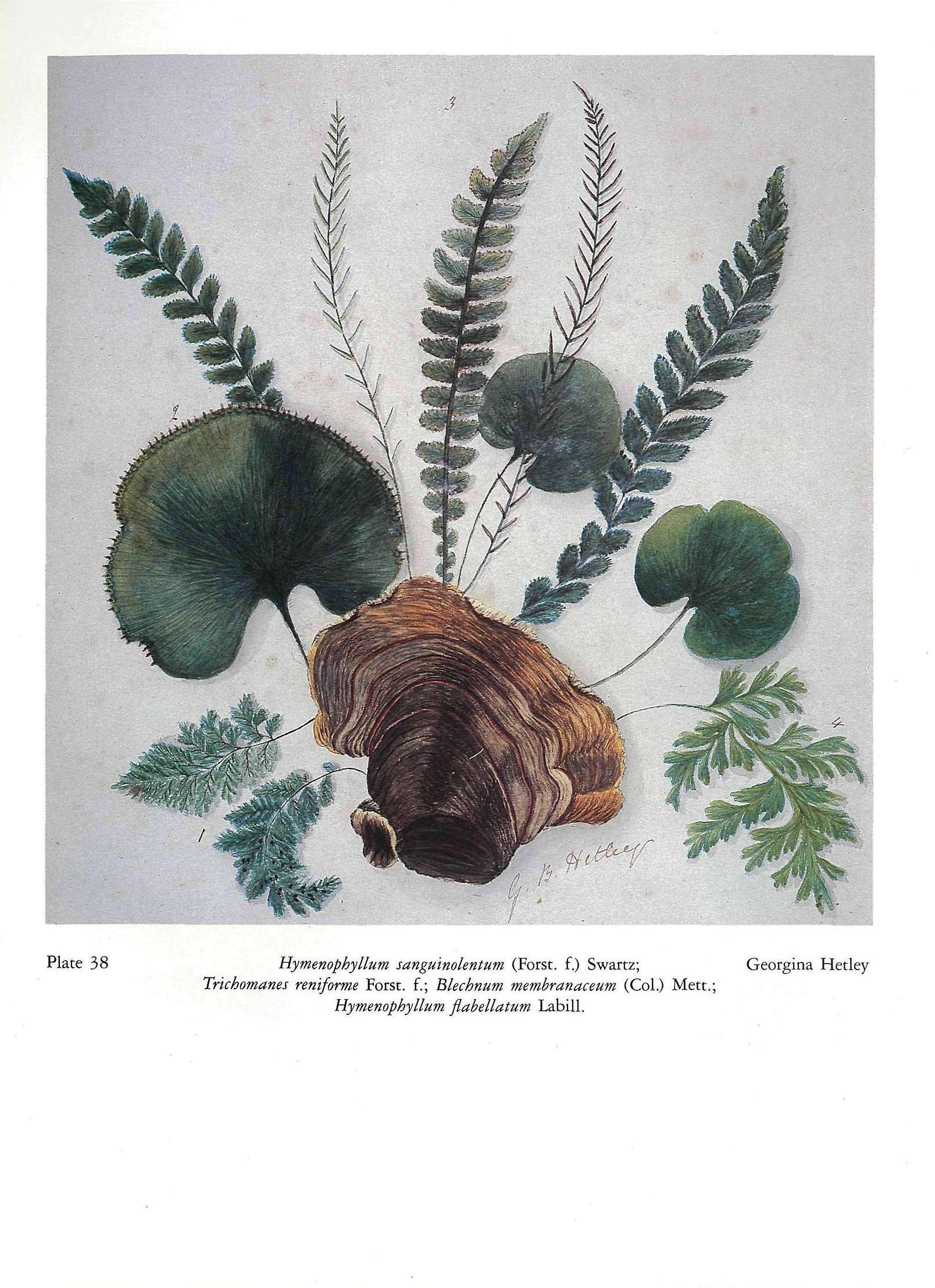